# Bacilly
Bacilly é uma comuna francesa na região administrativa da Normandia, no departamento da Mancha. Estende-se por uma área de 15,88 km². Em 2010 a comuna tinha 978 habitantes (densidade: 61,6 hab./km²).